# 理论物理学家列表
以下是对理论物理学做出贡献的科学家列表。以其去世时间作为分类，然后以出生时间再为细分：

## 古代
- 泰勒斯（前624–前546）
- 毕达哥拉斯^*（前569–前475）
- 德谟克利特°（生于前460年）
- 阿基米德º*（前287–前212）

## 中世纪
- 海什木（965–1040）
- 比鲁尼（973–1048）
- 欧玛尔·海亚姆（1048–1131）
- 法拉比（872–950）
- 纳西尔丁·图西（1201–1274）

## 十五世纪至十六世纪
- 尼古拉·哥白尼º（1473–1543）

## 十六世纪至十七世纪
- 伽利略·伽利莱º*（1564–1642）
- 约翰内斯·开普勒º（1571–1630）
- 勒内·笛卡尔‡^（1596–1650）

## 十七世纪至十八世纪
- 布莱兹·帕斯卡^（1623–1662）
- 克里斯蒂安·惠更斯^（1629–1695）
- 艾萨克·牛顿^*º（1642–1727）
- 戈特弗里德·莱布尼茨^（1646–1716）

## 十八世纪至十九世纪
- 莱昂哈德·欧拉^（1707–1783）
- 约瑟夫·拉格朗日^º（1736–1813）
- 夏尔·奥古斯丁·库仑（1736–1806）
- 约瑟夫·傅里叶^（1768–1830）
- 托马斯·杨‡*（1773–1829）
- 迈克尔·法拉第*†（1791–1867）

## 十九世纪
- 威廉·哈密顿^º（1805–1865）
- 赫尔曼·冯·亥姆霍兹‡†（1821–1894）
- 詹姆斯·克拉克·麦克斯韦（1831–1879）
- 海因里希·赫兹*（1857–1894）

## 十九世纪至二十世纪
- 第一代开尔文男爵威廉·汤姆森*（1824–1907）
- 恩斯特·马赫（1838–1916）
- 约西亚·威拉德·吉布斯†^（1839–1903）
- 路德维希·玻尔兹曼（1844–1906）
- 尼古拉·乌莫夫（1846–1915）
- 亨德里克·洛伦兹（1853–1928）
- 亨利·庞加莱（1854–1912）
- 马克斯·普朗克（1858–1947）
- 彼得·塞曼（1865–1943）
- 玛丽·居里（1867–1934）
- 阿诺·索末菲（1868–1951）
- 欧内斯特·卢瑟福（1871–1937）
- 詹姆士·金斯°（1877–1946）
- 阿尔伯特·爱因斯坦º（1879–1955）
- 马克斯·冯·劳厄（1879–1960）
- 保罗·埃伦费斯特（1880–1933）
- 塔季扬娜·埃伦费斯特（英语：Tatyana Afanasyeva）（1876–1964）
- 理查德·托尔曼°（1881–1948）
- 亚瑟·爱丁顿（1882–1944）
- 埃米·诺特（1882–1935）
- 马克斯·玻恩（1882–1970）
- 尼尔斯·玻尔（1885–1962）
- 埃尔温·薛定谔（1887–1961）
- 阿瑟·康普顿（1892–1962）
- 路易·德布罗意（1892–1987）
- 乔治·勒梅特（1894–1966）
- 萨特延德拉·纳特·玻色（1894–1974）
- 伊戈尔·叶夫根耶维奇·塔姆（1895–1971）
- 利奥·西拉德（1898–1964）
- 阿里·穆斯塔法·穆沙拉法（英语：Ali Moustafa Mosharafa）（ 1898–1950 ）
- 沃尔夫冈·泡利（1900–1958）
- 乔治·乌伦贝克（1900–1988）

## 二十世纪
- 恩里科·费米*（1901–1954）
- 维尔纳·海森堡（1901–1976）
- 塞缪尔·古德施密特（英语：Samuel Abraham Goudsmit）（1902–1978）
- 帕斯库尔·约当（1902–1980）
- 保罗·狄拉克（1902–1984）
- 尤金·维格纳（1902–1995）
- 罗伯特·奥本海默*（1904–1967）
- 乔治·伽莫夫‡°（1904–1968）
- 费利克斯·布洛赫（1905–1983）
- 埃托雷·马约拉纳（1906–1938）
- 玛丽亚·格佩特-梅耶（1906–1972）
- 朝永振一郎（1906–1979）
- 约翰内斯·延森（1907–1973）
- 汤川秀树（1907–1981）
- 列夫·达维多维奇·朗道（1908–1968）
- 维克托·安巴楚勉（1908–1996）
- 伊利亚·米哈伊洛维奇·弗兰克（1908–1990）
- 约翰·巴丁（1908–1991）
- 阿纳托利·弗拉索夫（英语：Anatoly Vlasov）（1908–1975）
- 尼古拉·博戈柳博夫（1909–1992）
- 何塞·恩里克·莫雅尔（英语：José Enrique Moyal）（1910–1998）
- Arsenij Sokolov（1910–1986）
- 苏布拉马尼扬·钱德拉塞卡（1910–1995）
- 威廉·福勒（1911–1995）
- Robert Dicke（1916–1997）
- 戴维·玻姆（1917–1992）
- Dmitry Zubarev（1917–1992）
- 理查德·费曼（1918–1988）
- 朱利安·施温格（1918–1994）
- Igor Ternov（1921–1996）
- Feza Gürsey（1921–1992）
- Sergei Tyablikov（1921–1968）
- 阿卜杜勒·萨拉姆（1926–1996）
- Dennis Sciama（1926–1999）
- Gurgen Askaryan（1928–1997）
- Revaz Dogonadze（1931–1985）
- Victor Popov（1937–1994）

## 二十世纪至二十一世纪
- 汉斯·贝特°（1906–2005）
- 约翰·惠勒（1911–2008）
- 维塔利·拉扎列维奇·金兹堡（1916–2009）
- Peter Westervelt（1919-2015）
- 南部阳一郎（1921-2015）
- 杨振宁（1922年出生）
- Behram Kurşunoğlu（1922–2003）
- 菲利普·安德森（1923年出生）
- 弗里曼·戴森（年出生1923）
- 布鲁诺·朱米诺（1923–2014）
- 罗伊·格劳伯（1925年出生）
- Martin Gutzwiller（1925-2014）
- 阿里·扬（英语：Ali Javan）（1926年出生）
- 李政道（1926年出生）
- Erdal İnönü（1926–2007）
- 阿列克谢·阿列克谢耶维奇·阿布里科索夫（1928年出生）
- 罗伯特·布绕特（1928–2011）
- 理查德·阿诺维特（1928–2014）
- 斯坦利·曼德尔施塔姆（1928-2016）
- Ezra T. Newman（1928年出生）
- Reinhard Oehme（1928–2010）
- Dmitry Shirkov（1928年出生）
- 默里·盖尔曼（1929年出生）
- 彼得·希格斯（1929年出生）
- Friedwardt Winterberg（1929年出生）
- 利昂·库珀（1930年出生）
- Riazuddin（1930–2013）
- 斯坦利·德塞尔（1931年出生）
- George Sudarshan（1931年出生）
- 罗杰·彭罗斯（1931年出生）
- Valery Pokrovsky（1931年出生）
- 约翰·施里弗（1931年出生）
- 弗朗索瓦·恩格勒（1932年出生）
- 谢尔登·格拉肖（1932年出生）
- 杰弗里·戈德斯通（1933年出生）
- 汤姆·基博尔（1933年出生）
- 史蒂文·温伯格（1933年出生）
- 路德维希·法捷耶夫（1934年出生）
- 朱利斯·外斯（1934–2007）
- Jacques Villain（1934年出生）
- 尼古拉·卡比博（1935–2010）
- 阿卜杜勒·卡迪尔·汗（1936年出生）
- Peter Freund（1936年出生）
- 杰拉德·古拉尼（1936年出生）
- Harold Puthoff（1936年出生）
- 肯尼斯·威耳逊（1936年出生）
- 卡尔·哈庚（1937年出生）
- 利奥·卡达诺夫（1937年出生）
- 马丁纽斯·韦尔特曼（1937年出生）
- A. P. Balachandran（1938年出生）
- 安东尼·莱格特（1938年出生）
- Peter van Nieuwenhuizen（1938年出生）
- Daniel Z. Freedman（1939年出生）
- Ratko Janev（1939年出生）
- Pran Nath（1939年出生）
- 约翰·李尔普罗斯（1940年出生）
- 布赖恩·约瑟夫森（1940年出生）
- 益川敏英（1940年出生）
- Stanislav Mikheyev（1940年出生）
- 伦纳德·萨斯坎德（1940年出生）
- 基普·索恩（1940年出生）
- Sultan Bashiruddin Mahmood（1940年出生）
- Francisco Jose Yndurain Muñoz（1940–2008）
- 戴维·格娄斯（1941年出生）
- 卢西恩·梅安尼（1941年出生）
- Holger Bech Nielsen（1941年出生）
- 约翰·施瓦茨（1941年出生）
- 加布里埃莱·韦内齐亚诺（1942年出生）
- 史蒂芬·霍金°（1942-2018）
- V. Balakrishnan（1943年出生）
- Paul Frampton（1943年出生）
- Richard H. Price（1943年出生）
- 皮埃尔·拉蒙（1943年出生）
- 库尔特·宾德尔（1944年出生）
- 小林诚（1944年出生）
- Sergio Ferrara（1945年出生）
- 穆尼尔·奈法（英语：Munir Nayfeh）（1945年出生）
- 迈克尔·格林（1946年出生）
- 杰拉德·特·胡夫特（1946年出生）
- İsmail Hakkı Duru（1946年出生）
- Jürg Fröhlich（1947年出生）
- 哈沃德·乔吉（1947年出生）
- 加来道雄（1947年出生）
- John Cardy（1947年出生）
- Walter Selke（1947年出生）
- Dimitri Nanopoulos（1948年出生）
- 休·波利策（1949年出生）
- Nihat Berker（1949年出生）
- Tekin Dereli（1949年出生）
- Sylvester James Gates（1950年出生）
- 罗伯特·劳夫林（1950年出生）
- Stephen Parke（1950年出生）
- Goran Senjanovic（1950年出生）
- Kyriakos Tamvakis（1950年出生）
- Alexei Smirnov（1951年出生）
- 弗朗克·韦尔切克（1951年出生）
- 爱德华·威滕^（1951年出生）
- Wojciech H. Zurek（1951年出生）
- 保罗·斯泰恩哈特（1952年出生）
- Alexander Zamolodchikov（1952年出生）
- Alexei Zamolodchikov（1952–2007）
- Ali Chamseddine（1953年出生）
- Sankar Das Sarma（1953年出生）
- David Deutsch（1953年出生）
- José W. F. Valle（1953年出生）
- Mark B. Wise（1953年出生）
- 约瑟夫·波尔钦斯基（1954-2018）
- 劳伦斯·M·克劳斯（1954年出生）
- Julia Yeomans（1954年出生）
- 李·斯莫林（1955年出生）
- 弗尔维奥·梅利亚（1956年出生）
- 维亚切斯拉夫·穆哈诺夫（1956年出生）
- 内森·塞伯格（1956年出生）
- Ashoke Sen（1956年出生）
- 卡洛·罗威利（1956年出生）
- Joseph Lykken（1957年出生）
- 卡姆朗·瓦法（1960年出生）
- 文小刚（1961年出生）
- Michael R. Douglas（1961年出生）
- 吉安·弗朗切斯科·朱迪切（1961年出生）
- Marcela Carena（1962年出生）
- Igor Klebanov（1962年出生）
- 麗莎·藍道爾（1962年出生）
- Carlos E.M. Wagner（1962年出生）
- 布莱恩·葛林（1963年出生）
- Gerald B. Cleaver（1963年出生）
- 阿列克谢·基塔耶夫（1963年出生）
- 米给尔·阿库别瑞（1964年出生）
- Raman Sundrum（1964年出生）
- Durmus A. Demir（1967年出生）
- 乔奥·马给久（1967年出生）
- Antony Garrett Lisi（1968年出生）
- 胡安·马尔达西那（1968年出生）
- Dam Thanh Son（1969年出生）
- 尼马·阿尔卡尼-哈米德（1972年出生）
- Steven Gubser（1972年出生）
- Maxim Chernodub（1973年出生）
- 尹希（1983年出生）

## 脚注
* 也在实验领域贡献。

 º 也在天文学、天体物理学、宇宙学领域做出贡献。

 ^ 也在数学领域做出贡献 

 † 也在化学领域做出贡献 

 ‡ 也在生物领域做出贡献